# Elecciones legislativas de El Salvador de 2024
Las elecciones legislativas de la República de El Salvador de 2024 se llevaron a cabo el 4 de febrero de 2024, son las undécimas de su tipo desde la firma de los Acuerdos de Paz de 1992 y las decimocuartas desde la promulgación de la Constitución de la República de 1983; en ellas se elegirán por primera vez a 60 diputados a la Asamblea Legislativa y a la institución constituyente del Órgano Legislativo. La elección se celebró simultáneamente con elecciones presidenciales, municipales y al parlamento centroamericano en todo el país, donde se elegirán a los 60 miembros para la Asamblea Legislativa.
Por primera vez salvadoreños residentes en el exterior se inscribieron como candidatos esto fue posible por el veto del decreto legislativo n.º 795 por parte de Nayib Bukele el 11 de enero de 2021 y siendo aprobada por medio la resolución de la Sala de lo Constitucional del 5 de mayo de 2021.

## Sistema electoral

### Asamblea Legislativa

Los 60 escaños de votación se muestran agrupados por departamento, de mayor a menor.

La Constitución establece la formación de una Asamblea Legislativa por ciudadanos y ciudadanas en el ejercicio de sus derechos políticos, que cumplan los requisitos constitucionales mínimo y elegidos de conformidad a esta; desde la firma de los Acuerdos de Paz el número de diputados según se establecía en la legislación secundaria era de 84 (propietarios y suplentes) distribuidos en 14 circunscripciones electorales o también llamados departamentos, en función de su población siendo el número mínimo de diputaciones por circunscripción igual a 3. 
En junio de  2023 la Asamblea Legislativa aprobó una serie de reformas para disminuir la cantidad del número de diputados y diputadas, quedando con 60 diputaciones (propietarios y suplentes) distribuidos en las mismas 14 circunscripciones siendo el mínimo de diputaciones por circunscripción igual a 2.
Los diputados y diputadas son elegidos para un período de tres años con posibilidad de reelección indefinida mediante sufragio universal directo, a través de listas de candidatos abiertas de cada partido político legalmente inscrito ante el TSE o mediante candidaturas no partidarias, empleando la modalidad de voto preferente, cruzado o fraccionado. Esto permite que la ciudadanía legalmente habilitada para votar tenga la oportunidad de conocer a sus candidatos y candidatas y votar directa y preferentemente por quien mejor le parezca.
Todo ciudadano mayor de 18 años en el pleno goce de sus derechos políticos puede ejercer el sufragio dentro de la circunscripción electoral en la que sea residente.
El mecanismo de voto preferente, cruzado o fraccionado consiste en las siguientes opciones para el ciudadano:
- Votar directamente por la bandera de un partido político (equivale a marcar todos los candidatos de esa lista);
- Votar por la bandera de un partido político y seleccionar candidatos dentro de dicha lista para ocupar las diputaciones (únicamente suman marcas los candidatos seleccionados);
- Marcar candidatos de múltiples partidos (y/o candidatos independientes) siempre y cuando el número de estos no exceda el número de diputaciones de su circunscripción y no se marque bandera.

El voto en cualquiera de esas opciones siempre equivale a una unidad, siendo otorgada en su totalidad al partido político en los casos primero y segundo arriba expuestos, u otorgada en proporción al número de candidatos marcados de cada partido político y/o candidaturas independientes en el caso tercero. Marcar múltiples banderas políticas, o una bandera política cuando se han elegido candidatos de diversos partidos y/o candidaturas independientes, o superar el número de marcas (que dependen del número de diputados a elegir) según circunscripción conlleva la nulidad del voto.
Para la asignación de las diputaciones la Constitución establece que los partidos políticos son el instrumento de representación del pueblo dentro de las instituciones de gobierno (Art. 85), por lo que el primer criterio es la distribución de los escaños en cada circunscripción entre los partidos o coaliciones de partidos políticos con mayor cantidad de votos (suma de votos completos y fraccionados) según de cocientes y residuos; luego de que estos ya se encuentran definidos, procede la designación de los ciudadanos de la lista electoral de cada partido político en función de la mayor cantidad de marcas obtenidas en las papeletas de votación en relación con el total de ciudadanos que ejercieron su voto en la respectiva circunscripción y por consecuencia de votos válidos emitidos.
De acuerdo con el art. 126 de la Constitución de El Salvador los requisitos para optar a una curul en la Asamblea Legislativa son:
Mayor de 25 años;
- Salvadoreño por nacimiento, hijo de padre o madre salvadoreños;

De notaria honradez e instrucción, y;
- No haber perdido los derechos como ciudadano en los cinco años anteriores a la elección.

En el art. 127 aclara que no podrán ser electos quienes:
- Los que hubiesen administrado o manejado fondos públicos, mientras no obtenga el finiquito de sus cuentas;
- El Presidente y Vicepresidente de la República, los Ministros y Viceministros de Estado, el presidente y los Magistrados de la Corte Suprema de Justicia, los funcionarios de los organismos electorales, los militares de alta, y en general, los funcionarios que ejerzan jurisdicción;
- Los contratistas de obras o empresas públicas que se costeen con fondos del Estado o del Municipio, sus caucioneros y los que, de resultas de tales obras o empresas tengan reclamaciones de interés propio;
- Los que tengan pendientes contratos o con el Estado para explotación de riquezas nacionales o de servicios públicos, así como los que hayan aceptado ser representantes o apoderados administrativos de aquellos, o de sociedades extranjeras que se hallen en los mismos casos;
- Los parientes del Presidente de la República dentro del cuarto grado de consanguinidad o segundo de afinidad, y;
- Los deudores de la Hacienda Pública o Municipal que estén en mora.

| Elección a la Asamblea Legislativa 2024                          | Elección a la Asamblea Legislativa 2024 | Elección a la Asamblea Legislativa 2024 |
| Circunscripción                                                  | Diputados                               | Mapa                                    |
| ---------------------------------------------------------------- | --------------------------------------- | --------------------------------------- |
| San Salvador                                                     | 16                                      |                                         |
| La Libertad                                                      | 7                                       |                                         |
| Santa Ana, San Miguel, Sonsonate                                 | 5                                       |                                         |
| Usulután                                                         | 4                                       |                                         |
| Ahuachapán, La Paz                                               | 3                                       |                                         |
| Cabañas, Chalatenango, Cuscatlán, La Unión, Morazán, San Vicente | 2                                       |                                         |

#### Cuota de género
De acuerdo con la Ley de Partidos Políticos en su art. 38 establece que:
"Los partidos políticos deberán integrar sus planillas para elección a diputaciones a la Asamblea Legislativa, Parlamento Centroamericanos y miembros de los Concejos Municipales, al menos con un 30% de mujeres. Dicho porcentaje se aplicará a cada planilla nacional, departamental y municipal, según la inscripción de candidatos y candidatas que cada partido político, o coalición, presente en las circunscripciones nacional, departamental y municipal.
Cada planilla será considerada de manera integral, es decir, incluyendo candidaturas de propietarios y suplentes. En el caso de las planillas con candidaturas a Concejos Municipales, el 30% mínimo de participación de mujeres será exigible tanto en las planillas que presentan los partidos políticos o coaliciones en caso de resultar ganadores, como en las listas en que designan el orden de precedencia en caso de no obtener mayoría simple (...)
El Tribunal Supremo Electoral, a través de la Junta Electoral Departamental, deberá verificar que los partidos políticos o coaliciones cumplan con las disposiciones de este artículo, al momento de presentar sus planillas. Para el caso de elecciones internas de autoridades partidarias y candidaturas a cargos de elección popular, cada partido político deberá prever en sus reglamentos, los mecanismos que garanticen la cuota de género en sus procesos electivos internos."

### Voto en el exterior
Los salvadoreños y salvadoreñas en el exterior podrán ejercer su derecho al voto con su Documento Único de Identidad (vigente o vencido) y con su pasaporte.Se establecerán dos formas de votación para la diáspora: aquellos residentes en el extranjero con documentos de identidad que indican dirección fuera de El Salvador podrán ejercer su voto anticipado por internet a partir del 6 de enero. Según datos del TSE, un total de 741,094 personas están habilitadas para votar de esta manera, y el proceso se extenderá hasta el 4 de febrero de 2024, con una duración de 30 días. En contraste, alrededor de 160,000 salvadoreños con Documento Único de Identidad (DUI) y domicilio en El Salvador deberán votar de forma presencial electrónica en los 81 centros de votación designados por el TSE antes del 4 de febrero.
Desde el 6 de enero al 4 de febrero más de 700 mil salvadoreños y salvadoreñas en el exterior estarán habilitados para ejercer el voto de manera anticipada y desde su casa con acceso a internet en la página oficial del TSE. Votarán únicamente para Presidente, Vicepresidente y Asamblea Legislativa.

## Calendario electoral
| Actividad | Fecha de Inicio | Fecha de Finalización |
| --- | --------------- | --------------------- |
| Suspensión del proceso para modificar la dirección de residencia. | 02/dic/2022     | 03/abr/2023           |
| Convocatoria y realización de elecciones internas de partidos políticos para elegir candidaturas. | 03/feb/2023     | 05/jul/2023           |
| Definición de Oficinas de Enlace de partidos políticos y proceso de aprobación de centros de votación. | 01/feb/2023     | 06/oct/2023           |
| Suspensión de admisión de solicitudes de inscripción de nuevos partidos políticos. | 14/ago/2023     | 06/abr/2024           |
| Recibimiento de solicitudes de personas interesadas en participar como candidaturas no partidarias para ser reconocidas. | 05/may/2023     | 05/sep/2023           |
| Inscripción de Pactos de Coalición para la elección presidencial y de diputaciones de la Asamblea Legislativa. | 07/ago/2023     | 18/ago/2023           |
| Cierre de Registro Electoral. | 11/abr/2023     | 06/oct/2023           |
| Convocatoria a Elecciones y otras acciones. | 06/sep/2023     | 28/feb/2024           |
| Inscripción y propaganda electoral de candidaturas a Presidencia y Vicepresidencia de la República. | 07/sep/2023     | 31/ene/2024           |
| Inscripción y propaganda electoral de candidaturas de Diputaciones a la Asamblea Legislativa. | 07/sep/2023     | 31/ene/2024           |
| Organización de Juntas Electorales Departamentales (JED) | 07/ago/2023     | 27/dic/2023           |
| Organización de Juntas Electorales Municipales (JEM) | 07/ago/2023     | 09/abr/2024           |
| Preparativos y Material Electoral-Elección presidencial y de diputaciones a la Asamblea Legislativa. | 07/oct/2023     | 28/ene/2024           |
| Pruebas y Simulacros de Transición, Procesamiento y Divulgación de Resultados Electorales Preliminares. | 03/ene/2023     | 16/feb/2024           |
| Organización de Juntas Receptoras de Votos. | 06/oct/2023     | 04/mar/2024           |
| Logística para la elección presidencial y de diputaciones a la Asamblea Legislativa. | 04/dic/2023     | 05/abr/2024           |
| ELECCIONES PRESIDENCIALES, VICEPRESIDENCIALES Y DE DIPUTACIONES A LA ASAMBLEA LEGISLATIVA. - Transmisión, procesamiento y divulgación de resultados electorales preliminares. | 04/feb/2024     | 05/feb/2024           |
| Declaratoria de Resultados y Entrega de Credenciales elección presidencial y de diputaciones a la Asamblea Legislativa. - Escrutinio final. - Decreto de Declaratoria Firme de Resultados de Elección Presidencial. (16/feb/2024 - 20/feb/2024) - Decreto de Declaratoria Firme de Resultados de Diputaciones a la Asamblea Legislativa. (18/feb/2024 - 24/feb/2024)                           | 04/feb/2024     | 06/mar/2024           |
| Convocatoria a 2da. vuelta electoral presidencial y otras acciones (si hubiere). | 17/feb/2024     | 28/feb/2024           |
| Inscripción de Pactos de Coalición para las elecciones de diputaciones al PARLACEN y Concejos Municipales. | 04/sep/2023     | 18/sep/2023           |
| Inscripción y propaganda electoral de candidaturas de Diputaciones al PARLACEN. | 07/sep/2023     | 28/feb/2024           |
| Inscripción y propaganda electoral de candidaturas a Concejos Municipales. | 16/oct/2023     | 28/feb/2024           |
| Preparativos y material electoral elecciones de diputaciones al PARLACEN, Concejos Municipales y 2da. elección presidencial (si hubiere). | 07/oct/2023     | 25/feb/2024           |
| Logística para las elecciones de diputaciones al PARLACEN, Concejos Municipales y 2da. elección presidencial (si hubiere). | 05/feb/2024     | 26/abr/2024           |
| ELECCIONES DE DIPUTACIONES AL PARLACEN, CONCEJOS MUNICIPALES Y SEGUNDA ELECCIÓN PRESIDENCIAL (SI HUBIERE). - Transmisión, procesamiento y divulgación de resultados electorales preliminares. | 03/mar/2024     | 04/mar/2024           |
| Declaratoria de Resultados y Entrega de Credenciales elección presidencial, diputaciones al PARLACEN y Concejos Municipales. - Escrutinio final. - Decreto de Declaratoria Firme de Resultados de 2da. vuelta Elección Presidencial. (14/mar/2024 - 18/mar/2024) - Decreto de Declaratoria Firme de Resultados de Diputaciones al PARLACEN y Concejos Municipales. (18/mar/2024 - 03/abr/2024) | 03/mar/2024     | 12/abr/2024           |
| Proceso sansionatorio para quien se negare sin justa causa a desempeñar cargos de miembros de Organismos Electorales. | 07/oct/2023     | 26/jul/2024           |
| Seminario de Evaluación del Proceso Electoral 2024 y publicación y divulgación de Estadísticas Electorales 2024. | 06/y/2024       | 12/jul/2024           |
| Ejecución, control y liquidación presupuestaria. | 03/ene/2023     | 19/jul/2024           |
| Rendición de Cuentas TSE sobre el Proceso Electoral 2024. | 24/jul/2024     | 30/jul/2024           |

## Antecedentes
En 2021, el Tribunal Supremo Electoral convocó las elecciones legislativas para febrero de dicho año. El resultado dio la victoria al partido Nuevas Ideas, obteniendo la mayoría calificada en la Asamblea Legislativa, lo cual fue un hecho inédito en la historia política salvadoreña, superando los 39 diputados de ARENA en 1994.

## Redistribución

Mapa de los 44 municipios.

El 1 de junio de 2023, durante su discurso correspondiente a los 4 años de gobierno, Nayib Bukele anunció la presentación de varias propuestas a la Asamblea Legislativa, la primera fue la reducción de alcaldías de 262 a 44, los municipios pasarían a ser distritos y mantendrían sus edificios como oficinas distritales que tendrían la capacidad de brindar servicios a los ciudadanos. También presentó la propuesta de reducción de 84 a 60 diputados en la Asamblea Legislativa, está legislación debería ser estudiada, presentada y aprobada para entrar en vigencia en las elecciones de 2024.
En la sesión plenaria del 6 de junio de 2023, la Asamblea Legislativa de El Salvador aprobó con 66 votos una reforma al Código Electoral para pasar del Sistema de Cociente Hare al Sistema D'Hondt, permitiendo modificar la cantidad de diputados y la forma de su distribución, dando razón al carácter igualitario y constitucional del sufragio.
Las Elecciones legislativas y municipales de El Salvador de 2024 permitien elegir 60 diputados para la XIV Legislatura, misma cantidad que eran electos en 1988, antes de la Firma de los Acuerdos de Paz de 1992. La cantidad de diputados que son electos actualmente fue declarado inconstitucional por los miembros de la Sala de lo Constitucional de El Salvador en la sentencia 28-2002.
En la sesión plenaria del 13 de junio de 2023, la Asamblea Legislativa aprobó luego de una semana de estudio y con 66 votos a favor, la reducción de municipios. La nueva Ley establece que los 262 municipios se convertirán en 262 distritos agrupados en 44 nuevos municipios en los 14 departamentos ya existentes.
No se publicaron estudios o parámetros técnicos bajo los cuales se decidió escoger tales cifras y la forma en que se agruparon los nuevos distritos. El único análisis que se menciona en un estudio legislativo fue el económico (para reducir gastos, sin mencionar de qué manera sería):

“Cada municipio debe ser capaz de generar en alguna medida, la sostenibilidad financiera o la autosostenibilidad tributaria para la obtención de recursos que permitan atender los gastos de gobierno, administración y prestación de los servicios públicos esenciales”.

Diversos expertos en Derecho electoral advirtieron que lo que realmente ocultan dichas reformas es una manipulación malintencionada de las circunscripciones electorales, de manera que la concentración de poder sea favorable a un único partido (es decir, realizando Gerrymandering), totalmente contrario al principio del pluralismo, que ha sido defendido en años anteriores por la Sala de lo Constitucional de El Salvador.

### Asamblea Legislativa
| Circunscripción | Diputados | Diputados | Diputados |
| Circunscripción | Actual    | Nuevo     | +/-       |
| --------------- | --------- | --------- | --------- |
| San Salvador    | 24        | 16        | 8         |
| La Libertad     | 10        | 7         | 3         |
| Santa Ana       | 7         | 5         | 2         |
| San Miguel      | 6         | 5         | 1         |
| Sonsonate       | 6         | 5         | 1         |
| Usulután        | 5         | 4         | 1         |
| Ahuachapán      | 4         | 3         | 1         |
| La Paz          | 4         | 3         | 1         |
| Cabañas         | 3         | 2         | 1         |
| Chalatenango    | 3         | 2         | 1         |
| Cuscatlán       | 3         | 2         | 1         |
| Morazán         | 3         | 2         | 1         |
| San Vicente     | 3         | 2         | 1         |
| La Unión        | 3         | 2         | 1         |
| Total           | 84        | 60        | 24        |

## Partidos inscritos
De los trece partidos constituidos legalmente para competir en las elecciones, solo doce convocaron a comicios internos en el plazo que determinó el Tribunal Supremo Electoral (TSE). El partido Democracia Salvadoreña (DS) no convocó a internas.
|  | 66,46 % |

|  | 12,18 % |

|  | 6,91 % |

|  | 5,29 % |

|  | 4,08 % |

|  | 1,70 % |

|  | 1,01 % |

|  | 1,70 % |

|  | 0,56 % |

Para competir en estas elecciones legislativas, no se presentó ninguna candidatura no partidaria ante el Tribunal Supremo Electoral.

## Diputados retirados
Los siguientes diputados y diputadas han declarado públicamente que no buscarán la reelección o no quedaron electos como candidatos y candidatas en las elecciones internas. De los 84 diputados y diputadas propietarias un total de 22 no irán por la reelección, por lo que, esto supone que la nueva Asamblea de 60 diputaciones contará con al menos un 35% de nuevos diputados y diputadas.
| Partido              | Partido                             | Diputado          | Departamento | Período   |
| -------------------- | ----------------------------------- | ----------------- | ------------ | --------- |
|                      | Nuestro Tiempo                      | Johnny Wright Sol | San Salvador | 2021-2024 |
|                      | Alianza Republicana Nacionalista    | Margarita Escobar | San Salvador | 2009-2021 |
| René Portillo Cuadra | Alianza Republicana Nacionalista    | 2015-2024         | San Salvador |           |
| Rodrigo Ávila        | Alianza Republicana Nacionalista    | 2015-2024         | La Libertad  |           |
| Javier Palomo        | Alianza Republicana Nacionalista    | 2015-2024         | Santa Ana    |           |
| Jorge Rosales        | Alianza Republicana Nacionalista    | La Unión          | 2018-2024    |           |
| Alberto Romero       | Alianza Republicana Nacionalista    | Cuscatlán         | 2006-2023    |           |
| Donato Vaquerano     | Alianza Republicana Nacionalista    | San Vicente       | 2000-2024    |           |
| Carlos Reyes         | Alianza Republicana Nacionalista    | Cabañas           | 1997-2024    |           |
|                      | Nuevas Ideas                        | Gerardo Aguilar   | San Vicente  | 2021-2024 |
| Ilofio García        | Nuevas Ideas                        | Cabañas           |              | 2021-2024 |
| Jorge Castro         | Nuevas Ideas                        | Santa Ana         |              | 2021-2024 |
| Marcela Pineda       | Nuevas Ideas                        | La Paz            |              | 2021-2024 |
| Edwin Serpas         | Nuevas Ideas                        | La Unión          |              | 2021-2024 |
| José Urbina          | Nuevas Ideas                        | San Salvador      |              | 2021-2024 |
| Carlos Bruch         | Nuevas Ideas                        | San Salvador      |              | 2021-2024 |
| Aronette Mencía      | Nuevas Ideas                        | San Salvador      |              | 2021-2024 |
| Ivonne Hernández     | Nuevas Ideas                        | San Salvador      |              | 2021-2024 |
| Rebeca Santos        | Nuevas Ideas                        | La Libertad       |              | 2021-2024 |
| Erick García         | Nuevas Ideas                        | La Libertad       |              | 2021-2024 |
|                      | Gran Alianza por la Unidad Nacional | Marta Pineda      | Sonsonate    | 2021-2024 |
| Amílcar Ayala        | Gran Alianza por la Unidad Nacional | Cabañas           |              | 2021-2024 |

## Encuestas de opinión
Cuando están disponibles, las proyecciones de escaños se muestran debajo de los porcentajes en una fuente más pequeña. Se requieren 31 escaños para la mayoría simple en la Asamblea Legislativa.
| Firma del sondeo/Notario     | Fecha              | Tamaño de la muestra |           | ARENA         | FMLN   | GANA   |        | NT     | PDC    | VAMOS  | CD     |     | Dif.  |     |   |   |      |
| ---------------------------- | ------------------ | -------------------- | --------- | ------------- | ------ | ------ | ------ | ------ | ------ | ------ | ------ | --- | ----- | --- | - | - | ---- |
| Firma del sondeo/Notario     | Fecha              | Tamaño de la muestra | Iudop-UCA | 3-14 Ene 2024 | 1264   | 67.6   | 4.7    | 3.6    | 2.6    | -      | 0.4    | 0.4 | Dif.  | 0.9 | - | - | 75.7 |
| CEC-UFG                      | 3 Ene-8 Ene 2024   | 1904                 | – 57      | – 2           | – 0    | – 0    | – 0    | – 0    | – 1    | – 0    | – 0    | – 0 | –     |     |   |   |      |
| Iudop-UCA                    | 11 Nov-29 Nov 2023 | 866                  | 81.2      | 3.6           | 5.5    | 3.9    | 0.6    | 1.5    | 0.7    | 2.0    | 0.3    | 0.3 | 62.9  |     |   |   |      |
| CEC-UFG                      | 15 Ago–21 Ago 2023 | 1,920                | – 58      | – 1           | – 1    | – 0    | – 0    | – 0    | – 0    | – 0    | – 0    | – 0 | –     |     |   |   |      |
| Fundaungo                    | 2 May–9 Jun 2023   | 1,814                | 45.0      | 2.7           | 2.9    | –      | –      | –      | –      | –      | –      | –   | 42.1  |     |   |   |      |
| CEC-UFG                      | 27 May–1 Jun 2023  | 1,334                | 63.0 55   | 5.0 3/5       | 1.3 0  | 2.8 0  | –      | –      | –      | 1.4 0  | –      | –   | 58.0  |     |   |   |      |
| La Prensa Gráfica            | 15–24 Feb 2023     | 1,500                | 49.7      | 2.5           | 1.4    | –      | –      | –      | –      | –      | –      | –   | 47.2  |     |   |   |      |
| La Prensa Gráfica            | 16–21 Nov 2022     | 1,520                | 44.3      | 3.1           | 1.1    | 2.6    | –      | –      | –      | –      | –      | –   | 41.2  |     |   |   |      |
| CEC-UFG                      | 27–31 Oct 2022     | 1,227                | 62.8      | 2.9           | 2.0    | 1.7    | 0.7    | 0.2    | 0.1    | 0.8    | –      | –   | 59.9  |     |   |   |      |
|                              |                    |                      |           |               |        |        |        |        |        |        |        |     |       |     |   |   |      |
| Elecciones legislativas 2021 | 28 Feb 2021        | –                    | 66.46 56  | 12.18 14      | 6.91 4 | 5.29 5 | 4.08 2 | 1.70 1 | 1.70 1 | 1.01 1 | 0.56 0 | –   | 54.28 |     |   |   |      |
|                              |                    |                      |           |               |        |        |        |        |        |        |        |     |       |     |   |   |      |

## Resultados
Resultados del escrutinio final al conteo del 100.00% de actas.
|  | 70.57 % |

|  | 7.29 % |

|  | 6.28 % |

|  | 3.26 % |

|  | 3.19 % |

|  | 3.13 % |

|  | 2.94 % |

|  | 1.64 % |

|  | 1.32 % |

|  | 0.39 % |

|  | 52.01 % |

### San Salvador
|  | 76.70 % |

|  | 6.23 % |

|  | 5.84 % |

|  | 4.66 % |

|  | 2.15 % |

|  | 2.00 % |

|  | 1.06 % |

|  | 0.71 % |

|  | 0.65 % |

|  | 50.21 % |

Marcas por diputado electo
| N.º | Nombre              | Partido | Partido | Marcas recibidas |
| --- | ------------------- | ------- | ------- | ---------------- |
| 1   | Ernesto Castro      |         | NI      | 385 813          |
| 2   | Alexia Rivas        |         | NI      | 360 964          |
| 3   | Suecy Callejas      |         | NI      | 349 911          |
| 4   | Rodrigo Ayala       |         | NI      | 328 830          |
| 5   | Christian Guevara   |         | NI      | 322 771          |
| 6   | Dania González      |         | NI      | 308 047          |
| 7   | Elisa Rosales       |         | NI      | 306 202          |
| 8   | Ana Figueroa        |         | NI      | 304 041          |
| 9   | Edgardo Mulato      |         | NI      | 298 700          |
| 10  | Rubén Flores        |         | NI      | 296 081          |
| 11  | Dennis Salinas      |         | NI      | 295 135          |
| 12  | Francisco Villatoro |         | NI      | 291 076          |
| 13  | Diana Fuentes       |         | NI      | 289 682          |
| 14  | Benjamín Zavaleta   |         | NI      | 289 586          |
| 15  | Claudia Ortiz       |         | VAMOS   | 69 079           |
| 16  | Marcela Villatoro   |         | ARENA   | 38 502           |

### La Libertad
|  | 69.15 % |

|  | 10.36 % |

|  | 4.64 % |

|  | 4.44 % |

|  | 3.80 % |

|  | 2.34 % |

|  | 2.05 % |

|  | 1.55 % |

|  | 1.15 % |

|  | 0.51 % |

|  | 58.18 % |

Marcas por diputado electo
| N.º | Nombre           | Partido | Partido | Marcas recibidas |
| --- | ---------------- | ------- | ------- | ---------------- |
| 1   | Walter Alemán    |         | NI      | 92 632           |
| 2   | Sharon Salazar   |         | NI      | 89 120           |
| 3   | Ricardo Rivas    |         | NI      | 85 620           |
| 4   | Salvador Chacón  |         | NI      | 83 723           |
| 5   | Sandra Interiano |         | NI      | 74 551           |
| 6   | Norma Lobo       |         | NI      | 73 794           |
| 7   | Francisco Lira   |         | ARENA   | 19 737           |

### Santa Ana
|  | 74.87 % |

|  | 6.03 % |

|  | 5.00 % |

|  | 3.98 % |

|  | 2.81 % |

|  | 2.69 % |

|  | 1.84 % |

|  | 1.23 % |

|  | 1.13 % |

|  | 0.42 % |

|  | 53.38 % |

Marcas por diputado electo
| N.º | Nombre           | Partido | Partido | Marcas recibidas |
| --- | ---------------- | ------- | ------- | ---------------- |
| 1   | Felipe Interiano |         | NI      | 86 312           |
| 2   | Lorena Fuentes   |         | NI      | 81 879           |
| 3   | Giovanny Zaldaña |         | NI      | 72 880           |
| 4   | Claudia Toledo   |         | NI      | 62 868           |
| 5   | Evelyn Merlos    |         | NI      | 58 986           |

### San Miguel
|  | 59.71 % |

|  | 21.21 % |

|  | 8.10 % |

|  | 3.72 % |

|  | 3.51 % |

|  | 1.85 % |

|  | 1.48 % |

|  | 0.41 % |

|  | 46.43 % |

Marcas por diputado electo
| N.º | Nombre            | Partido | Partido | Marcas recibidas |
| --- | ----------------- | ------- | ------- | ---------------- |
| 1   | Eduardo Amaya     |         | NI      | 59 566           |
| 2   | Caleb Navarro     |         | NI      | 50 166           |
| 3   | Erick Romero      |         | NI      | 49 594           |
| 4   | Reynaldo Carballo |         | PDC     | 46 510           |
| 5   | Andrés Miranda    |         | NI      | 46 274           |

### Sonsonate
|  | 69.57 % |

|  | 9.82 % |

|  | 8.73 % |

|  | 5.73 % |

|  | 2.24 % |

|  | 1.86 % |

|  | 1.37 % |

|  | 0.68 % |

|  | 57.93 % |

Marcas por diputado electo
| N.º | Nombre          | Partido | Partido | Marcas recibidas |
| --- | --------------- | ------- | ------- | ---------------- |
| 1   | Samuel Martínez |         | NI      | 71 012           |
| 2   | Héctor Sales    |         | NI      | 63 043           |
| 3   | Mauricio Ortiz  |         | NI      | 52 699           |
| 4   | Raúl Chamagua   |         | NI      | 52 569           |
| 5   | David Cupido    |         | NI      | 44 350           |

### Usulután
|  | 70.55 % |

|  | 14.34 % |

|  | 4.90 % |

|  | 4.80 % |

|  | 1.88 % |

|  | 1.77 % |

|  | 0.73 % |

|  | 0.61 % |

|  | 0.41 % |

|  | 47.63 % |

Marcas por diputado electo
| N.º | Nombre               | Partido | Partido | Marcas recibidas |
| --- | -------------------- | ------- | ------- | ---------------- |
| 1   | Johana Hernández     |         | NI      | 44 431           |
| 2   | Ángel Lobos          |         | NI      | 42 158           |
| 3   | Raúl Castillo        |         | NI      | 38 375           |
| 4   | Maricela de Guardado |         | NI      | 32 528           |

### Ahuachapán
|  | 61.70 % |

|  | 21.04 % |

|  | 7.42 % |

|  | 4.64 % |

|  | 4.06 % |

|  | 0.60 % |

|  | 0.55 % |

|  | 58.38 % |

Marcas por diputado electo
| N.º | Nombre             | Partido | Partido | Marcas recibidas |
| --- | ------------------ | ------- | ------- | ---------------- |
| 1   | Herberth Sierra    |         | NI      | 49 955           |
| 2   | Estuardo Rodríguez |         | NI      | 38 199           |
| 3   | Serafín Orantes    |         | PCN     | 32 923           |

### La Paz
|  | 67.54 % |

|  | 13.62 % |

|  | 5.79 % |

|  | 5.47 % |

|  | 3.43 % |

|  | 1.45 % |

|  | 0.97 % |

|  | 0.63 % |

|  | 0.60 % |

|  | 0.50 % |

|  | 54.42 % |

Marcas por diputado electo
| N.º | Nombre        | Partido | Partido | Marcas recibidas |
| --- | ------------- | ------- | ------- | ---------------- |
| 1   | Walter Coto   |         | NI      | 52 314           |
| 2   | Adolfo Rivas  |         | NI      | 37 091           |
| 3   | Herbert Rodas |         | NI      | 33 176           |

### La Unión
|  | 78.11 % |

|  | 6.74 % |

|  | 5.75 % |

|  | 5.63 % |

|  | 1.56 % |

|  | 1.32 % |

|  | 0.89 % |

|  | 43.20 % |

Marcas por diputado electo
| N.º | Nombre          | Partido | Partido | Marcas recibidas |
| --- | --------------- | ------- | ------- | ---------------- |
| 1   | William Soriano |         | NI      | 47 664           |
| 2   | Óscar Robles    |         | NI      | 29 395           |

### Cuscatlán
Resultados Legislativos
|  | 67.38 % |

|  | 9.58 % |

|  | 9.25 % |

|  | 8.20 % |

|  | 4.75 % |

|  | 0.84 % |

|  | 60.74 % |

Marcas por diputado electo
| N.º | Nombre             | Partido | Partido | Marcas recibidas |
| --- | ------------------ | ------- | ------- | ---------------- |
| 1   | Janneth Molina     |         | NI      | 40 883           |
| 2   | Jonathan Hernández |         | NI      | 36 031           |

### Chalatenango
|  | 48.13 % |

|  | 32.26 % |

|  | 11.93 % |

|  | 6.73 % |

|  | 0.55 % |

|  | 0.40 % |

|  | 50.40 % |

Marcas por diputado electo
| N.º | Nombre           | Partido | Partido | Marcas recibidas |
| --- | ---------------- | ------- | ------- | ---------------- |
| 1   | Reynaldo Cardoza |         | PCN     | 28 062           |
| 1   | Saúl Mancía      |         | NI      | 22 178           |

### Morazán
|  | 63.82 % |

|  | 16.26 % |

|  | 6.89 % |

|  | 6.26 % |

|  | 6.18 % |

|  | 0.58 % |

|  | 49.95 % |

Marcas por diputado electo
| N.º | Nombre            | Partido | Partido | Marcas recibidas |
| --- | ----------------- | ------- | ------- | ---------------- |
| 1   | Bladimir Barahona |         | NI      | 25 508           |
| 2   | Juan Rodríguez    |         | NI      | 22 989           |

### San Vicente
|  | 65.77 % |

|  | 12.03 % |

|  | 9.26 % |

|  | 6.92 % |

|  | 2.68 % |

|  | 1.43 % |

|  | 1.13 % |

|  | 0.77 % |

|  | 49.87 % |

Marcas por diputado electo
| N.º | Nombre        | Partido | Partido | Marcas recibidas |
| --- | ------------- | ------- | ------- | ---------------- |
| 1   | Edgar Fuentes |         | NI      | 23 909           |
| 2   | Helen Jovel   |         | NI      | 21 615           |

### Cabañas
|  | 63.50 % |

|  | 15.37 % |

|  | 8.10 % |

|  | 7.05 % |

|  | 3.47 % |

|  | 2.51 % |

|  | 46.85 % |

Marcas por diputado electo
| N.º | Nombre         | Partido | Partido | Marcas recibidas |
| --- | -------------- | ------- | ------- | ---------------- |
| 1   | Frank Menjívar |         | NI      | 19 838           |
| 2   | Nancy Alfaro   |         | NI      | 19 310           |

## Diputados no reelectos
A continuación se enlistan las y los diputados que buscaban la reelección, pero que no lograron conseguir los votos necesarios:
| Partido             | Partido                                            | Diputado                                                            | Departamento | Ref.   |
| ------------------- | -------------------------------------------------- | ------------------------------------------------------------------- | ------------ | ------ |
|                     | Alianza Republicana Nacionalista                   | Mauricio Linares                                                    | Usulután     | [ 62 ] |
| Rosa Romero         | Alianza Republicana Nacionalista                   | La Paz                                                              |              | [ 62 ] |
| Silvia Ostorga      | Alianza Republicana Nacionalista                   | Sonsonate                                                           |              | [ 62 ] |
| Ricardo Godoy       | Alianza Republicana Nacionalista                   | Electo en 2021 por Ahuachapán, buscaba la reelección en La Libertad |              | [ 62 ] |
|                     | Frente Farabundo Martí para la Liberación Nacional | Anabel Belloso                                                      | San Salvador | [ 62 ] |
| Marleni Funes       | Frente Farabundo Martí para la Liberación Nacional | Usulután                                                            |              | [ 62 ] |
| Dina Argueta        | Frente Farabundo Martí para la Liberación Nacional | San Miguel                                                          |              | [ 62 ] |
| Jaime Guevara       | Frente Farabundo Martí para la Liberación Nacional | Morazán                                                             |              | [ 62 ] |
|                     | Nuevas Ideas                                       | Leonel Uceda                                                        | San Salvador | [ 62 ] |
| Sandra Martínez     | Nuevas Ideas                                       | La Libertad                                                         |              | [ 62 ] |
| Suni Cedillos       | Nuevas Ideas                                       | San Miguel                                                          |              | [ 62 ] |
| Luis Figueroa       | Nuevas Ideas                                       | Ahuachapán                                                          |              | [ 62 ] |
| Alexander Guardado  | Nuevas Ideas                                       | Chalatenango                                                        |              | [ 62 ] |
|                     | Gran Alianza por la Unidad Nacional                | Guillermo Gallegos                                                  | San Salvador | [ 62 ] |
| Romeo Auerbach      | Gran Alianza por la Unidad Nacional                | La Libertad                                                         |              | [ 62 ] |
| Juan Carlos Mendoza | Gran Alianza por la Unidad Nacional                | Santa Ana                                                           |              |        |
| Numan Salgado       | Gran Alianza por la Unidad Nacional                | San Miguel                                                          |              |        |